# Целль-ам-Зе
Целль-ам-Зе (нем. Zell am See; встречаются варианты написания Цель-ам-Зе, Целль-ам-Зее) — коммуна (нем. Gemeinde) в Австрии, в федеральной земле Зальцбург.
Входит в состав округа Целль-ам-Зе. Площадь общины составляет 55,17 км², население — 10 131 человек (1 января 2021), плотность населения — 179 чел./км².

## География

### Географическое положение
Целль-ам-Зе лежит среди Альп, в долине реки Зальцах, примерно в 60 км юго-западнее Зальцбурга, в 100 км восточнее Инсбрука и в 30 км севернее горы Гросглоккнер.

## История
Название местности «in Bisontio» использовалось уже в VIII веке в связи с кельтским племенем амбисонтов. Обнаруженные фрагменты керамики бронзового века и места выплавки меди (возле Эбенбергальма и в Тумерсбахе) указывают на то, что окрестности озера Целль уже были заселены более 3 000 лет назад. Ещё во времена правления римлян (важная находка в Фукслене времён середины II века н. э.) и во время Великого переселения народов выгодное расположение на перекрестке нескольких транспортных путей местность представляла большой межрегиональный интерес. Таким образом, есть много оснований предполагать, что торговля мулами и связанное с ней поселение никогда не были полностью заброшены вплоть до захвата этих земель баварцами в Раннем Средневековье; с этим можно связать и основание более позднего «монастыря» как экономической ячейки — сравнимой с госпицией — во второй половине VIII века.

## Население
| Год  | Численность |
| ---- | ----------- |
| 1869 | 1521        |
| 1889 | 1795        |
| 1890 | 1932        |
| 1900 | 2381        |
| 1910 | 2616        |
| 1923 | 2904        |
| 1934 | 3857        |
| 1939 | 4286        |
| 1951 | 6651        |
| 1961 | 6455        |
| 1971 | 7524        |
| 1981 | 7937        |
| 1991 | 8760        |
| 2001 | 9638        |
| 2011 | 9528        |
| 2021 | 10131       |

## Политическая ситуация
Бургомистр коммуны — др. Георг Мальчниг (СДПА) по результатам выборов 2004 года.
Совет представителей коммуны (нем. Gemeinderat) состоит из 25 мест.
- СДПА занимает 14 мест.
- АНП занимает 9 мест.
- АПС занимает 2 места.

## Фотографии

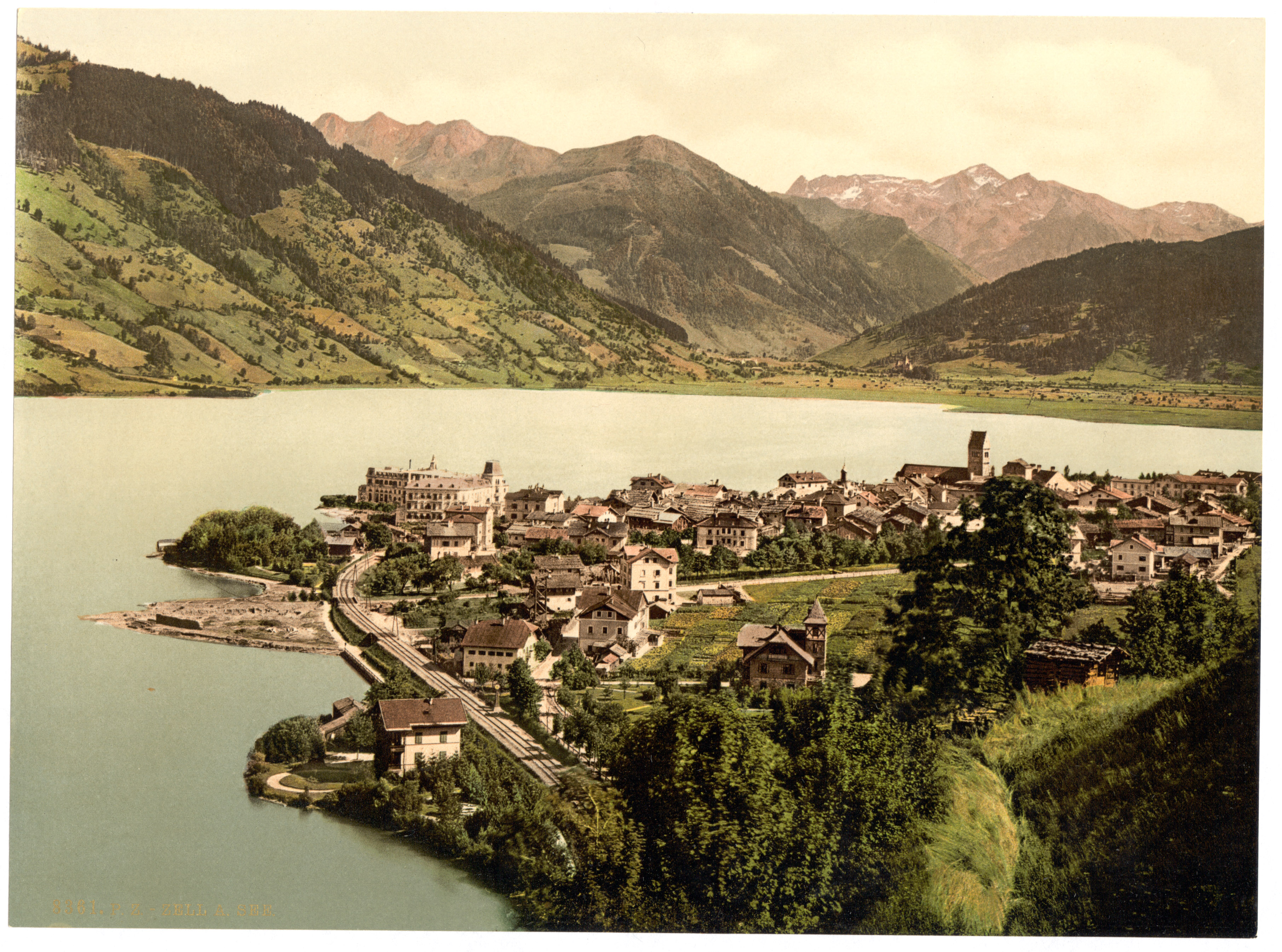
Целль-ам-Зе в 1900 году
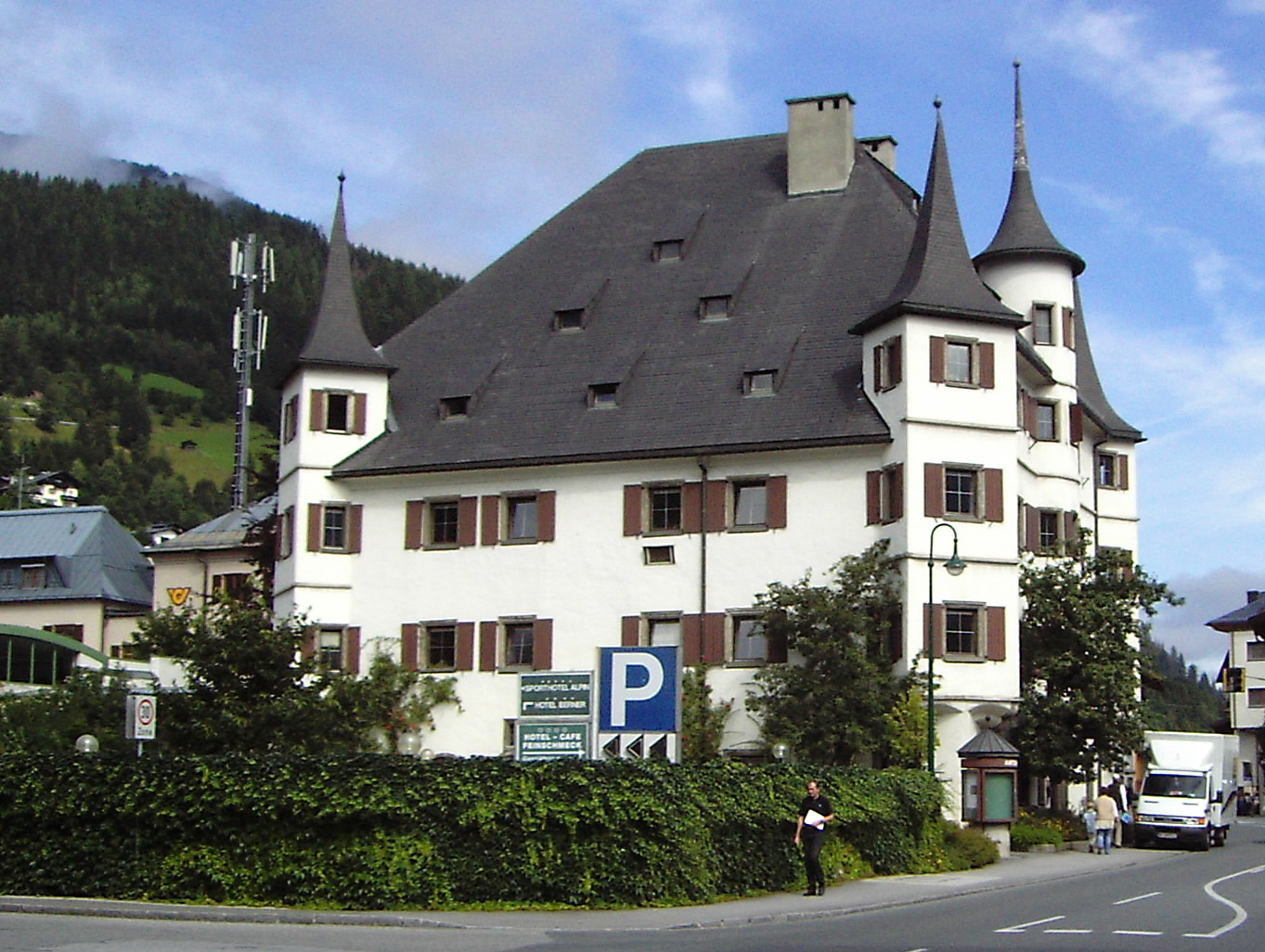
Замок Розенберг, ныне ратуша
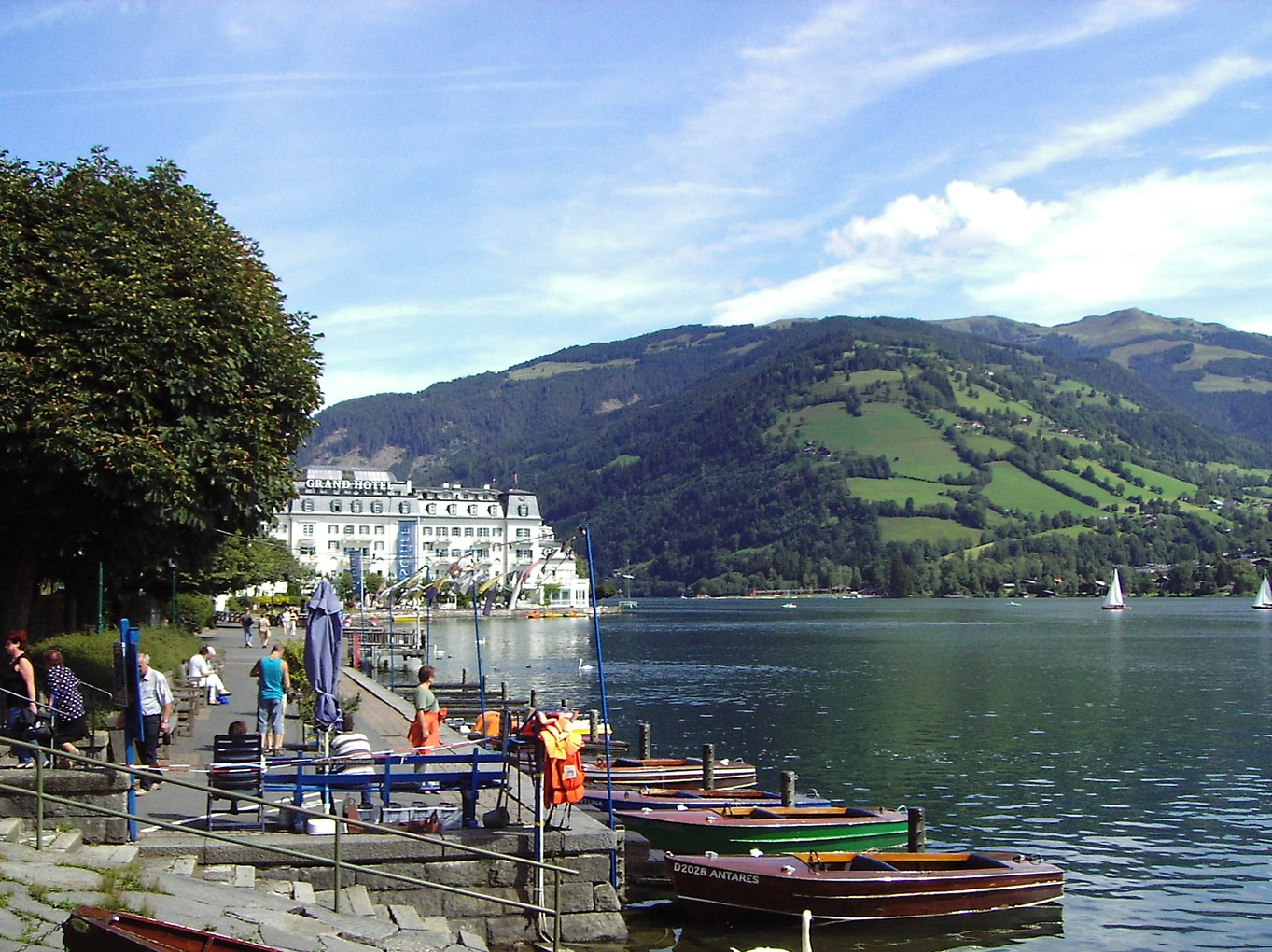
Набережная и «Гранд-Отель»
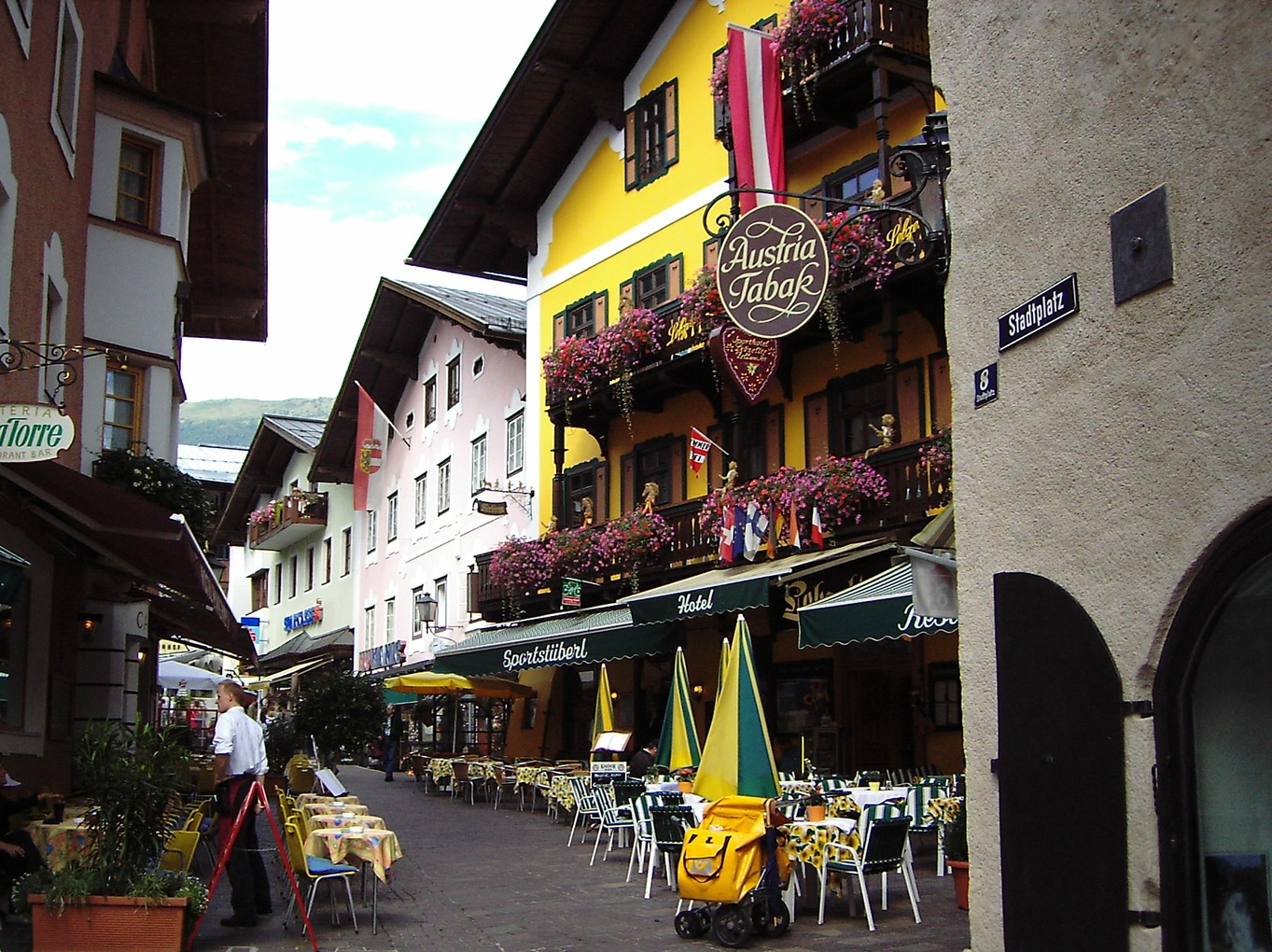